# Wolfsbach
Wolfsbach er en by i Niederösterreich, Østrig.

## Geografi
Byen ligger i Mostviertel, et regionalt område i Niederösterreich.